# Love. Angel. Music. Baby.
Love. Angel. Music. Baby. er Gwen Stefanis debutalbum som soloartist. Det blev udgivet i USA den 23. november 2004. Albummet indeholder singlerne "What You Waiting For?", "Rich Girl" (feat. Eve), "Hollaback Girl", "Cool", "Luxurious" og "Crash".

## Nummerliste
1. What You Waiting For? – 3:41
2. Rich Girl – 3:56
3. Hollaback Girl – 3:19
4. Cool – 3:09
5. Bubble Pop Electric – 3:42
6. Luxurious – 4:24
7. Harajuku Girls – 4:51
8. Crash – 4:06
9. The Real Thing – 4:11
10. Serious – 4:46
11. Danger Zone – 3:36
12. Long Way to Go – 4:34
13. The Real Thing – 4:12